# Palestyna na Mistrzostwach Świata w Lekkoatletyce 2009
Palestyna na Mistrzostwach Świata w Lekkoatletyce 2009 – reprezentacja Palestyny podczas czempionatu w Berlinie liczyła 2 członków.

## Występy reprezentantów Palestyny

### Mężczyźni
- Bieg na 5000 m
  - Omar Abusaid z czasem 15:14,88 zajął 36. miejsce w eliminacjach i nie awansował do kolejnej rundy

### Kobiety
- Bieg na 800 m
  - Sanaa Abu Bkeet została zdyskwalifikowana